# Тальне (станція)
Тальне — проміжна залізнична станція Шевченківської дирекції Одеської залізниці на неелектрифікованій лінії  Цвіткове — Христинівка між роз'їздами Гусакове (7 км) та Гордишівка (6 км). Розташована в однойменному місті Звенигородського району Черкаської області.

## Історія

Вокзал станції Тальне

Станція відкрита 15 (27) червня 1891 року, одночасно з відкриттям руху поїздів на лінії Христинівка — Шпола.

## Пасажирське сполучення
На станції зупиняються приміські дизель-поїзди сполученням Черкаси — Христинівка — Умань та нічний швидкий поїзд № 65/66 сполученням Харків — Умань (через день).
До грудня 2021 року через станцію Тальне курсував нічний швидкий поїзд № 95/96 «Тясмин» сполученням Черкаси — Львів (наразі поїзд скасований, курсував за особливим графіком руху по числам місяця).